# ظلمت روحي (فلم)
ظلمت روحي فيلم دراما مصري للمخرج إبراهيم عمارة  الذي شارك في السيناريو والحوار مع كاتب القصة محمد مصطفى سامي لعام 1952. الفيلم من بطولة شادية ومحسن سرحان وفريد شوقي  وتدور الحوادث حول عفاف الفتاة الشريرة التي يخطط لها عشيقها حامد سرقة والدها الصراف، ويموت الأب حزنًا، بينما يحاول أخوها محسن تقويمها. صدر الفيلم إلى دور العرض المصرية في 30 أكتوبر 1952.
منح موقع قاعدة بيانات الأفلام على الإنترنت (IMDB) الفيلم درجة 6.2/ 10. ومنح موقع قاعدة بيانات الأفلام العربية «السينما.كوم» الفيلم درجة 6.5/ 10.

## أحداث الفيلم
يعمل بيومي أفندي (زكي إبراهيم) بجد وإخلاص بدائرة أدهم بك عبد المجيد (سليمان نجيب)، وعندما توفيت زوجته، تركت له الطفل محسن. يتزوج بيومي امرأة أخرى تنجب له عفاف، وتعامل محسن الصغير بقسوة، ويقوم بيومي أفندي بإرساله للأسكندرية، ليتولى أخواله تربيته. يكبر محسن (محسن سرحان)، وتتوفى زوجة أبيه، ويعود للإقامة مع والده وأخته عفاف (منى) التي اكتسبت صفات امها، وكانت على علاقة بحامد (فريد شوقي) الموظف بدائرة أدهم بك. كان حامد يخدع عفاف بينما كان على علاقة بالراقصة جمالات (زوزو محمد)، ويبتز عفاف من أجل الإنفاق على الراقصة. يطلب حامد من عفاف مبلغ مائتي جنيه ليتم زواجه بها، وتقوم هي بسرقة المبلغ من عهدة والدها. يكتشف وكيل الدائرة، خليل أفندى (عبد الحميد بدوي) نقص العهدة، ويبلغ النيابة. يحضر وكيل النيابة (عبد العظيم كامل) للتحقيق مع بيومي أفندى، ويعلن أدهم بيه، لحماية بيومى أفندى، أنه هو الذي تسلم المبلغ من بيومى أفندى. يعلم محسن أن عفاف كانت بجوار الخزينة، ويضغط عليها حتى تعترف بسرقتها للمبلغ، ويغضب بيومي ويسقط ميتاً. يقوم أدهم بيه بتعيين محسن وكيلاً للدائرة براتب كبير، كما تستقبل إبنته حورية (شادية) عفاف لتقيم معها، وكذلك لتؤنس وحدتها. تعجب حورية بمحسن ويبادلها هو الإعجاب، وسرعان ما يتحول الإعجاب إلى حب صامت، بينما يتحرك قلب الأرمل أدهم بيه، وتشجعه عفاف ليعرض عليها الزواج. يسافر الجميع للأسكندرية لقضاء شهر العسل، بينما تستمر عفاف في إرسال الخطابات الغرامية لحامد، بينما يحتفظ بالخطابات ليهددها بها. يهمل حامد بالعمل ويحاول محسن تقويمه ويهدده بالفصل، ولكن حامد يهدده بفضح أخته التي سرقت الخزينة، ويضطر محسن للصمت. يواصل حامد في ابتزازه لعفاف وإهماله في العمل، معتمداً على وجود عفاف بالقصر، لتعيده للعمل كلما فصله محسن وكيل الدائرة. يتصارح محسن وحورية بحبهما، وتذهب عفاف لزيارة حامد، فتجد الراقصة جمالات في أحضانه، وتنتهز عفاف الفرصة وتحصل على الخطابات التي يهددها بها حامد، ومع الخطابات تعثر على مسدس، فتناولته وتردي حامد قتيلاً. تعود عفاف لأخيها محسن وتخبره بقتلها لحامد، وتعترف بأنها ظلمت حوريه وظلمت محسن وظلمت أدهم بك الذي انتشلها من الفقر، كما أقرت أنها ظلمت نفسها، وأعلنت توبتها بعد ان نالت جزاءها. يسمع أدهم بيه اعترافاتها، ويبلغ النيابة، ويتزوج محسن من حورية.

## طاقم التمثيل
- شادية: في دور حورية أدهم عبد المجيد
- محسن سرحان: في دور محسن بيومي
- سليمان نجيب: في دور الثري أدهم بك عبد المجيد
- زكي إبراهيم: في دور بيومي أفندي (والد محسن)
- منى: في دور عفاف بيومي
- فريد شوقي: في دور حامد حسن (عشيق عفاف)
- زوزو محمد: في دور الراقصة جمالات
- وداد حمدي: في دور شفيقة (خادمة عفاف)
- فتحية فؤاد: في دور سيدة (خادمة حورية)
- عبد الحميد بدوي: في دور خليل أفندي (وكيل الدائرة)
- عبد الحميد زكي: في دور الباشكاتب
- محمد سليمان: في دور حسونة (موظف بالدائرة)
- عبد العظيم كامل: في دور وكيل النيابة
- محمد الجموسي:[12] في دور المطرب التونسي[13][14]

كوّن محسن سرحان ثنائي مع شادية، وقدّم معها عدد من الأفلام، ومنها «أشكي لمين» 1951  و«غلطة أب» 1952 و«غضب الوالدين» 1952 و«آمال» 1952 و«اشهدوا يا ناس» 1953، وفيلمهم هذا.

## أغاني الفيلم
الكلمات: فتحي قورة - ألحان: محمود الشريف
هدايا عيد الميلاد: غناء شادية
أنا وأنت وصحرا وعربية: شادية (تلحين حسن أبو زيد)
ياحورية وجاية من الجنة: شادية ومحمد الجمّوسي
جيت من تونس: تلحين وغناء محمد الجمّوسي
من شان عيون المصرية: تلحين وغناء محمد الجمّوسي 

## روابط خارجية
- مقالات تستعمل روابط فنية بلا صلة مع ويكي بيانات
- ظلمت روحي على الدهليز
- ظلمت روحي على كاروهات

https://www.youtube.com/watch?v=PCIx2Yym02w ظلمت روحى (فيلم)